# Stefano II di Auxonne
Stefano II di Borgogna, Etienne in francese, Esteve in catalano e Stephanus in latino (prima metà del XII secolo – 1173), fu conte di Auxonne e signore di Traves dal 1156 fino alla sua morte.

## Origine
Sia secondo il Recueil des chartes de l'abbaye de Cluny. Tome 5, che secondo la Chronica Albrici Monachi Trium Fontium Stefano era il figlio primogenito del conte d'Auxonne,  conte di Vienne, Conte di Mâcon e anche reggente della Franca Contea di Borgogna, Guglielmo IV di Borgogna e della moglie, Ponzia o Alice di Traves, figlia, secondo la Histoire généalogique des sires de Salins au comté de Bourgogne, del signore di Traves, Tebaldo (1064 - 1122).

Guglielmo IV di Borgogna era il figlio maschio secondogenito del conte di Mâcon e conte di Vienne Stefano I detto l'Ardito, che, nel 1097, divenne anche reggente della Franca Contea di Borgogna e di Beatrice di Lorena (?- ca. 1116), figlia del Conte di Metz e Chatenoy e Duca di Lorena, Gerardo I, come ci viene confermato dal documento n° 3791 del Recueil des chartes de l'abbaye de Cluny. Tome 5 (anche se il nome di Beatrice non viene citato, ma viene confermato dalla nota della pagina successiva).

## Biografia
La prima citazione di Stefano si ha nel documento n° 4122 del Recueil des chartes de l'abbaye de Cluny. Tome 5, datato 1147, inerente a una donazione del padre, Guglielmo IV (Willelmus Masticonensis comes et Burgundie), alla presenza di sua madre, Ponzia, di Stefano e del fratello Gerardo (Poncia comitissa uxore mea et filiis meis Stephano et Gerardo).
Suo zio (il fratello maggiore di suo padre), Rinaldo, conte di Mâcon, conte di Vienne e Conte di Borgogna, secondo gli Obituaires de la province de Sens. Tome 1 / Tome 1 / Partie 1 /I, Prieuré de Saint-Martin-des-Champs, morì il 15 gennaio (XVIII Kal Feb) del 1148, come ci viene confermato dalla nota n° 8 degli stessi Obituaires de la province de Sens. Tome 1 / Tome 1 / Partie 1 /I, Prieuré de Saint-Martin-des-Champs; suo padre, Guglielmo, rimase unico conte di Mâcon e di Vienne, mentre, nel titolo di contessa di Borgogna, gli succedette l'unica figlia di Rinaldo, Beatrice, dell'età di tre anni, che fu posta sotto la tutela dello zio, Guglielmo.
Suo padre, Guglielmo, non si accontentò della reggenza ma cercando di appropriarsi dei beni e dei titoli di Beatrice, tenendola praticamente prigioniera, tentò di spodestare la nipote, impossessandosi di tutti i suoi beni.
L'imperatore Federico Barbarossa, che tre anni prima aveva divorziato dalla prima moglie, Adelaide di Vohburg, nel 1156, il giorno di Pentecoste, a Würzburg, sposò sua cugina, Beatrice, vanificando il tentativo di suo padre, Guglielmo di impossessarsi della contea di Borgogna. Comunque Guglielmo continuò a governare la contea di Borgogna sino alla sua morte, che avvenne non molto tempo dopo, prima dell'ottobre 1157; infatti il 28 ottobre di quell'anno, i due figli legittimi, Stefano e Gerardo, con la loro madre, Ponzia o Alice di Traves, secondo la Histoire généalogique des sires de Salins au comté de Bourgogne, misero fine ad una disputa con l'abbazia di Charlieu, che era stata iniziata da Guglielmo.
Dopo la sua morte di suo padre, Guglielmo IV di Borgogna, la contea di Auxonne e la signoria di Traves, andarono a Stefano, figlio primogenito, mentre le contee di Vienne e di Mâcon andarono al secondogenito, Gerardo.
Stefano morì nel 1173, in quanto in quella data, secondo il documento n° LXXXVI delle Preuves de l'Histoire générale et particulière de Bourgogne. Tome 1, assieme alla moglie, Giuditta (Judith comitissa uxore mea), Stefano (Stephanus comes Burgundie et dominus de Treve) fece una donazione all'abbazia di Tart e sempre in quello stesso anno, suo fratello, Gerardo (Girardus in Burgundia comes Matisconensis), secondo un documento (non consultato) fece una donazione all'Abbazia di Cîteaux, in memorio del suo defunto fratello, Stefano (Stephanus comes frater meus).

A Stefano succedette l'unico figlio, Stefano (Stephanus comes filius comitis Stephani Burgund.), come ci viene confermato dal documento n° LXXXVII delle Preuves de l'Histoire générale et particulière de Bourgogne. Tome 1, quando confermò la donazione del padre all'abbazia di Tart

## Matrimonio e discendenza
Stefano, come conferma la Chronica Albrici Monachi Trium Fontium, aveva sposato, prima del 1170, Giuditta di Lorena (?-dopo il 1173), figlia del Duca di Lorena, Mattia I e di Berta di Hohenstaufen; il documento n° LXXXVI delle Preuves de l'Histoire générale et particulière de Bourgogne. Tome 1, cita Giuditta (Judith comitissa uxore mea), col marito, Stefano (Stephanus comes Burgundie et dominus de Treve), inerente a una donazione, datata 1173, all'abbazia di Tart; secondo il documento n° 110 delle Lettre touchant Béatrix comtesse de Chalon, Giuditta morì un 19 marzo (XIV Kal Apr obijt Iootha comitissa mater comitis Stephani).

Stefano da Giuditta ebbe quattro un solo figlio:
- Stefano (1172 - 1241), Conte di Auxonne e signore di Traves[13].

## Ascendenza
|                          |   |                      | Genitori                  |  |  | Nonni |  |  | Bisnonni                |  |  | Trisnonni             |  |
|                          |   |                      |                           |  |  |       |  |  | Guglielmo I di Borgogna |  |  | Rinaldo I di Borgogna |  |
|                          |   |                      |                           |  |  |       |  |  | Guglielmo I di Borgogna |  |  | Rinaldo I di Borgogna |  |
|                          |   | Alice di Normandia   |                           |  |  |       |  |  | Guglielmo I di Borgogna |  |  |                       |  |
| Stefano I di Mâcon       |   |                      |                           |  |  |       |  |  | Guglielmo I di Borgogna |  |  |                       |  |
|                          |   | Stefania di Borgogna | …                         |  |  |       |  |  |                         |  |  |                       |  |
|                          |   | Stefania di Borgogna | …                         |  |  |       |  |  |                         |  |  |                       |  |
|                          |   | Stefania di Borgogna | …                         |  |  |       |  |  |                         |  |  |                       |  |
| Guglielmo IV di Borgogna |   | Stefania di Borgogna |                           |  |  |       |  |  |                         |  |  |                       |  |
|                          |   | Gerardo di Lorena    | Gerardo IV di Bouzonville |  |  |       |  |  |                         |  |  |                       |  |
|                          |   | Gerardo di Lorena    | Gerardo IV di Bouzonville |  |  |       |  |  |                         |  |  |                       |  |
|                          |   | Gerardo di Lorena    | Gisella                   |  |  |       |  |  |                         |  |  |                       |  |
| Beatrice di Lorena       |   | Gerardo di Lorena    |                           |  |  |       |  |  |                         |  |  |                       |  |
|                          |   | Edvige di Namur      | Alberto I di Namur        |  |  |       |  |  |                         |  |  |                       |  |
|                          |   | Edvige di Namur      | Alberto I di Namur        |  |  |       |  |  |                         |  |  |                       |  |
|                          |   | Edvige di Namur      | Ermengarda di Lotaringia  |  |  |       |  |  |                         |  |  |                       |  |
| Stefano II d'Auxonne     |   | Edvige di Namur      |                           |  |  |       |  |  |                         |  |  |                       |  |
|                          | … | …                    |                           |  |  |       |  |  |                         |  |  |                       |  |
|                          | … | …                    |                           |  |  |       |  |  |                         |  |  |                       |  |
|                          | … | …                    |                           |  |  |       |  |  |                         |  |  |                       |  |
| Tebaldo di Traves        | … |                      |                           |  |  |       |  |  |                         |  |  |                       |  |
|                          |   | …                    | …                         |  |  |       |  |  |                         |  |  |                       |  |
|                          |   | …                    | …                         |  |  |       |  |  |                         |  |  |                       |  |
|                          |   | …                    | …                         |  |  |       |  |  |                         |  |  |                       |  |
| Alice di Traves          |   | …                    |                           |  |  |       |  |  |                         |  |  |                       |  |
|                          |   | …                    | …                         |  |  |       |  |  |                         |  |  |                       |  |
|                          |   | …                    | …                         |  |  |       |  |  |                         |  |  |                       |  |
|                          |   | …                    | …                         |  |  |       |  |  |                         |  |  |                       |  |
| …                        |   | …                    |                           |  |  |       |  |  |                         |  |  |                       |  |
|                          |   | …                    | …                         |  |  |       |  |  |                         |  |  |                       |  |
|                          |   | …                    | …                         |  |  |       |  |  |                         |  |  |                       |  |
|                          |   | …                    | …                         |  |  |       |  |  |                         |  |  |                       |  |
|                          |   | …                    |                           |  |  |       |  |  |                         |  |  |                       |  |

### Fonti primarie
- (LA)  Histoire générale et particulière de Bourgogne. Tome 1.
- (LA)  Recueil des chartes de l'abbaye de Cluny. Tome 5.
- (LA)  Obituaires de la province de Sens. Tome 1 / Tome 1 / Partie 1.
- (LA)  Monumenta Germaniae Historica, Scriptores, tomus XXIII.
- (LA)  (FR)  Lettre touchant Béatrix comtesse de Chalon.
- (LA)  (FR)  Histoire généalogique des sires de Salins au comté de Bourgogne.

### Letteratura storiografica
- Austin Lane Poole, "Federico Barbarossa e la Germania", cap. XXIII, vol. IV (La riforma della chiesa e la lotta fra papi e imperatori) della Storia del Mondo Medievale, 1999, pp. 823–858.
- (FR)  Histoire de Mâcon du IXème au XIIIème.